# Liste der Auslandsvertretungen Schwedens

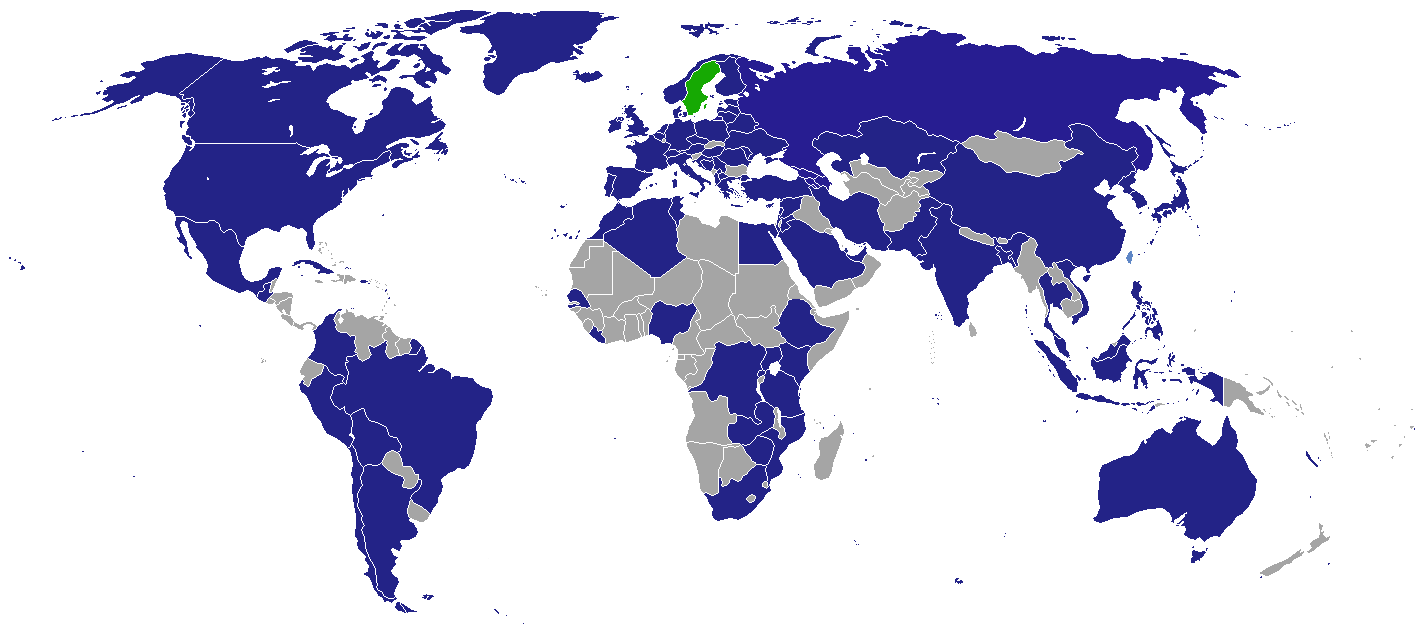
Standorte der diplomatischen Vertretungen Schwedens

Dies ist eine Liste der diplomatischen Vertretungen Schwedens. Schweden unterhält ein Netzwerk von 79 Botschaften weltweit.

## Diplomatische Vertretungen

### Afrika
| - Ägypten: Kairo, Botschaft - Algerien: Algier, Botschaft - Angola: Luanda, Botschaft - Äthiopien: Addis Abeba, Botschaft - Burkina Faso: Ouagadougou, Botschaft - Demokratische Republik Kongo: Kinshasa, Botschaft - Kenia: Nairobi, Botschaft - Liberia: Monrovia, Botschaft - Mali: Bamako, Botschaft - Marokko: Rabat, Botschaft | - Mosambik: Maputo, Botschaft - Nigeria: Abuja, Botschaft - Ruanda: Kigali, Botschaft - Sambia: Lusaka, Botschaft - Simbabwe: Harare, Botschaft - Südafrika: Pretoria, Botschaft - Sudan: Khartum, Botschaft - Tansania: Daressalam, Botschaft - Uganda: Kampala, Botschaft |

### Asien
| - Afghanistan: Kabul, Botschaft - Armenien: Jerewan, Botschaft - Aserbaidschan: Baku, Botschaft - Bangladesch: Dhaka, Botschaft - Volksrepublik China: Peking, Botschaft - China: Hongkong, Generalkonsulat - China: Shanghai, Generalkonsulat - Indien: Neu-Delhi, Botschaft - Indonesien: Jakarta, Botschaft - Irak: Bagdad, Botschaft - Iran: Teheran, Botschaft - Israel: Tel Aviv, Botschaft - Israel: Jerusalem, Generalkonsulat | - Japan: Tokio, Botschaft - Jordanien: Amman, Botschaft - Malaysia: Kuala Lumpur, Botschaft - Nordkorea: Pjöngjang, Botschaft - Pakistan: Islamabad, Botschaft - Saudi-Arabien: Riad, Botschaft - Singapur: Singapur, Botschaft - Südkorea: Seoul, Botschaft - Syrien: Damaskus, Botschaft - Taiwan: Taipei, Handelsbüro - Thailand: Bangkok, Botschaft - Vereinigte Arabische Emirate: Abu Dhabi, Botschaft - Vietnam: Hanoi, Botschaft |

### Australien und Ozeanien
- Australien: Canberra, Botschaft

### Europa

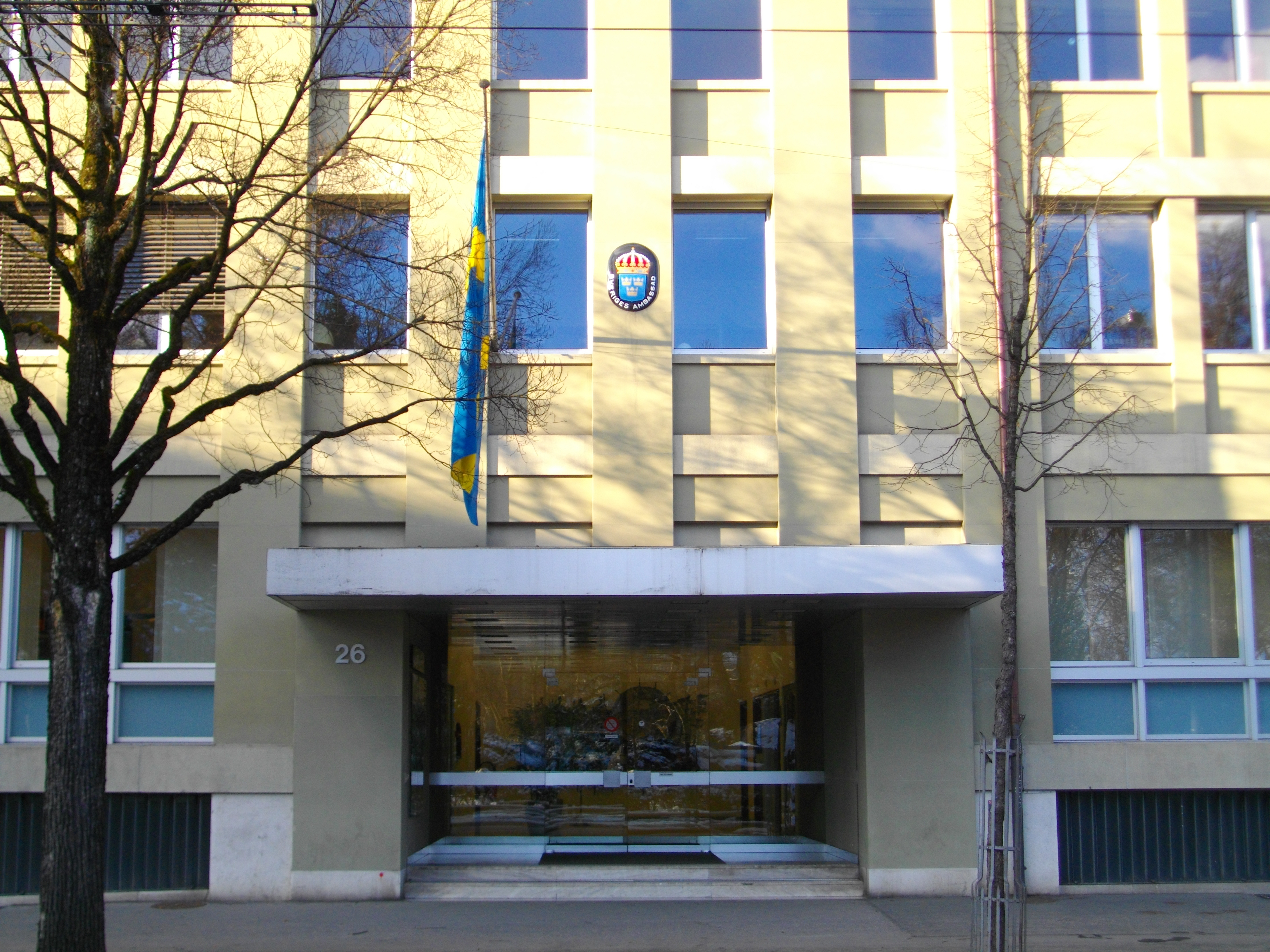
Schwedische Botschaft in Bern

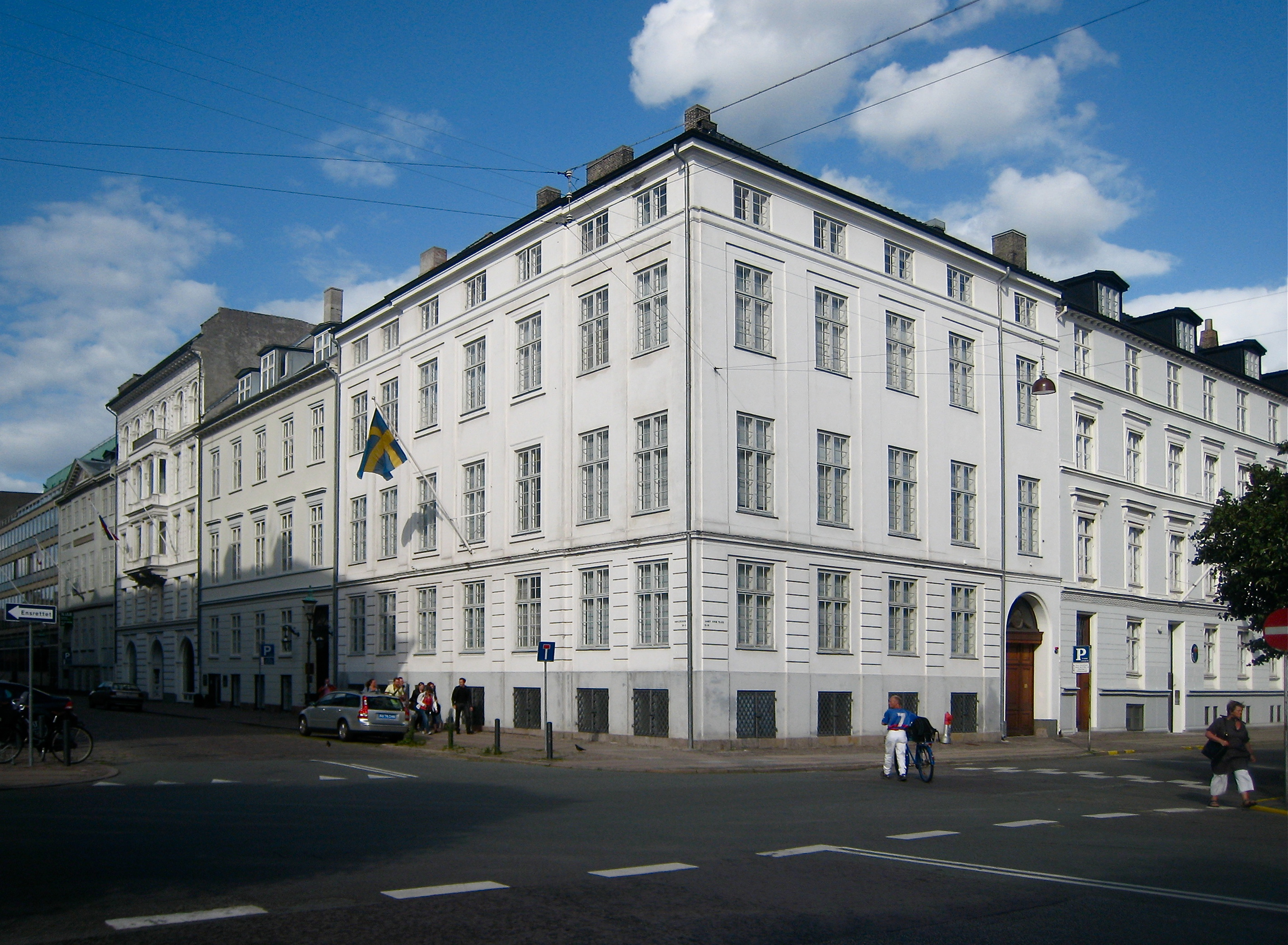
Schwedische Botschaft in Kopenhagen

| - Albanien: Tirana, Botschaft - Bosnien u. Herzegowina: Sarajewo, Botschaft - Dänemark: Kopenhagen, Botschaft - Deutschland: Berlin, Botschaft - Estland: Tallinn, Botschaft - Finnland: Helsinki, Botschaft - Finnland: Mariehamn, Generalkonsulat - Frankreich: Paris, Botschaft - Georgien: Tiflis, Botschaft - Griechenland: Athen, Botschaft - Island: Reykjavík, Botschaft - Italien: Rom, Botschaft - Kosovo: Priština, Botschaft - Kroatien: Zagreb, Botschaft - Lettland: Riga, Botschaft - Litauen: Wilna, Botschaft - Nordmazedonien: Skopje, Botschaft - Moldau: Chișinău, Botschaft | - Niederlande: Den Haag, Botschaft - Norwegen: Oslo, Botschaft - Österreich: Wien, Botschaft - Polen: Warschau, Botschaft - Portugal: Lissabon, Botschaft - Rumänien: Bukarest, Botschaft - Russland: Moskau, Botschaft - Russland: Sankt Petersburg, Generalkonsulat - Schweiz: Bern, Botschaft - Serbien: Belgrad, Botschaft - Spanien: Madrid, Botschaft - Tschechien: Prag, Botschaft - Türkei: Ankara, Botschaft - Türkei: Istanbul, Generalkonsulat - Ukraine: Kiew, Botschaft - Ungarn: Budapest, Botschaft - Vereinigtes Königreich: London, Botschaft - Zypern: Nikosia, Botschaft |

### Nordamerika

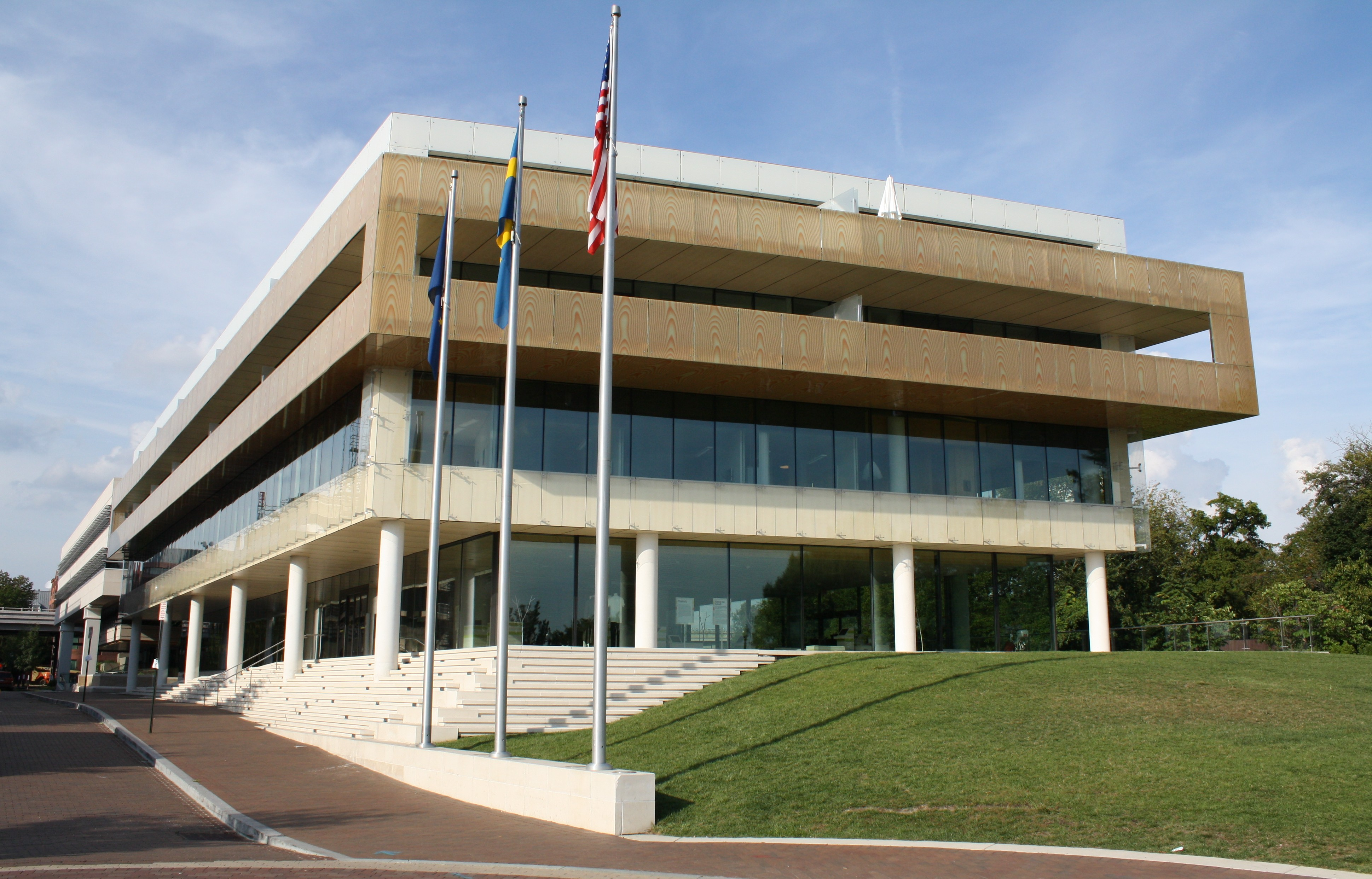
Schwedische Botschaft in Washington, D.C.

| - Guatemala: Guatemala-Stadt, Botschaft - Kanada: Ottawa, Botschaft - Kuba: Havanna, Botschaft | - Mexiko: Mexiko-Stadt, Botschaft - Nicaragua: Managua, Botschaft - Vereinigte Staaten: Washington, D.C., Botschaft |

### Südamerika
| - Argentinien: Buenos Aires, Botschaft - Bolivien: La Paz, Botschaft - Brasilien: Brasília, Botschaft | - Chile: Santiago de Chile, Botschaft - Kolumbien: Bogotá, Botschaft - Peru: Lima, Botschaft |

## Vertretungen bei internationalen Organisationen
- Europäische Union: Brüssel, Ständige Vertretung
- Europarat: Straßburg, Ständige Vertretung
- Vereinte Nationen: New York, Ständige Vertretung
- Vereinte Nationen: Genf, Ständige Vertretung
- Heiliger Stuhl: Rom, Botschaft
- Organisation des Nordatlantikvertrags (NATO): Brüssel, Ständige Vertretung
- Organisation für Sicherheit und Zusammenarbeit in Europa (OSZE): Wien, Ständige Vertretung